# ع
La ʿayn (en árabe ﻋﻴﻦ, ʿayn [ʕajn]) es la decimoctava letra del alfabeto árabe. Representa un sonido fricativo, faringal y sonoro, /ʕ/. En la numeración abyad tiene el valor de 70.
Frecuentemente en la romanización del árabe, especialmente en entornos académicos, se expresa como medio anillo izquierdo (ʿ).

## Uso
Es una letra lunar. Representa el sonido consonántico faringeal //ʕ//.
En notación matemática moderna, tiene la misma utilidad que la {\displaystyle z} occidental.
La ʿayn se liga a la siguiente letra de la palabra. También lo hace con la precedente, siempre que esta no sea àlif, dāl, ḏāl, rā, zāy o wāw, que nunca se ligan a la letra posterior.

## Descendientes
La ġayn (ﻍ), a pesar de formar parte del alfabeto árabe básico, se puede considerar una variante de la ʿayn, por lo que es una de las seis letras que se añadieron aparte de las veintidós heredadas del alfabeto fenicio.
En el alfabeto jawi existe un símbolo como la ʿayn con tres puntos encima, ڠ, para representar la nasal velar /ŋ/.
En xiao'erjing el mismo símbolo puede representar diferentes sonidos según la lengua que transcriba.

## Transliteración
En SATTS ʿayn se transcribe como ʿ o ‘. 
La representación Unicode ʿayn ocupa el punto U+0639 con el nombre ARABIC LETTER AIN.
A la codificación ISO 8859-6, el punto 0xd9.
Como entidad HTML, se codifica como &#1593;
No es un fonema propio de las lenguas europeas, por lo que en muchos casos, al traducir una palabra árabe con ﻉ, directamente se elimina. Por ejemplo, la misma palabra «árabe» (عربي), «Omar» (عمر) o «saudí» (السعودية).
La forma estandarizada (en entornos académicos) para romanizar esta letra es usando el medio anillo superior izquierdo (ʿ). En entornos semi-académicos a veces este ʿ se cambia por un simple apóstrofo ('), como en ka'ak (كعك) o bay'a (بيعة). Esto puede dar lugar a confusión, porque el apóstrofo también se suele usar para transcribir la hamza (ء). Por ejemplo, en el caso de Insha'Allah, el ' indica ء, no ﻉ.
Sin embargo, en los entornos informales, como el alfabeto de chat árabe es muy común usar un 3, debido a su forma similar. Por ejemplo, عيد ('fiesta') se puede transliterar como ʿid (formal) o 3id (informal). También en algunos casos adapta la forma de una E influido por la pronunciación, Eid, aunque esto no es del todo preciso. En el ámbito de las lenguas bereberes se usa la letra épsilon latina (Ɛ), que tiene una forma similar al ayn.

## Unicode
| Carácter      | ع                 | ع                 | ࣖ                      | ࣖ                      | ݝ                                     | ݝ                                     | ݟ                                                | ݟ                                                | ڠ                                       | ڠ                                       | ݞ                                                          | ݞ                                                          | ࢳ                                       | ࢳ                                       |
| ------------- | ----------------- | ----------------- | --------------------- | --------------------- | ------------------------------------- | ------------------------------------- | ------------------------------------------------ | ------------------------------------------------ | --------------------------------------- | --------------------------------------- | ---------------------------------------------------------- | ---------------------------------------------------------- | --------------------------------------- | --------------------------------------- |
| Unicode       | ARABIC LETTER AIN | ARABIC LETTER AIN | ARABIC SMALL HIGH AIN | ARABIC SMALL HIGH AIN | ARABIC LETTER AIN WITH TWO DOTS ABOVE | ARABIC LETTER AIN WITH TWO DOTS ABOVE | ARABIC LETTER AIN WITH TWO DOTS VERTICALLY ABOVE | ARABIC LETTER AIN WITH TWO DOTS VERTICALLY ABOVE | ARABIC LETTER AIN WITH THREE DOTS ABOVE | ARABIC LETTER AIN WITH THREE DOTS ABOVE | ARABIC LETTER AIN WITH THREE DOTS POINTING DOWNWARDS ABOVE | ARABIC LETTER AIN WITH THREE DOTS POINTING DOWNWARDS ABOVE | ARABIC LETTER AIN WITH THREE DOTS BELOW | ARABIC LETTER AIN WITH THREE DOTS BELOW |
| Codificación  | decimal           | hex               | decimal               | hex                   | decimal                               | hex                                   | decimal                                          | hex                                              | decimal                                 | hex                                     | decimal                                                    | hex                                                        | decimal                                 | hex                                     |
| Unicode       | 1593              | U+0639            | 2262                  | U+08D6                | 1885                                  | U+075D                                | 1887                                             | U+075F                                           | 1696                                    | U+06A0                                  | 1886                                                       | U+075E                                                     | 2227                                    | U+08B3                                  |
| UTF-8         | 216 185           | D8 B9             | 224 163 150           | E0 A3 96              | 221 157                               | DD 9D                                 | 221 159                                          | DD 9F                                            | 218 160                                 | DA A0                                   | 221 158                                                    | DD 9E                                                      | 224 162 179                             | E0 A2 B3                                |
| Ref. numérica | &#1593;           | &#x639;           | &#2262;               | &#x8D6;               | &#1885;                               | &#x75D;                               | &#1887;                                          | &#x75F;                                          | &#1696;                                 | &#x6A0;                                 | &#1886;                                                    | &#x75E;                                                    | &#2227;                                 | &#x8B3;                                 |